# McQ
McQ is een Amerikaanse misdaadfilm uit 1974 onder regie van John Sturges. 

## Verhaal
De politieagent Lon McQ onderzoekt de moord op zijn boezemvriend. Tijdens het onderzoek komt hij erachter dat verschillende agenten op zijn afdeling handelen in drugs.

## Rolverdeling
| Acteur             | Personage        |
| ------------------ | ---------------- |
| John Wayne         | McQ              |
| Eddie Albert       | Kosterman        |
| Diana Muldaur      | Lois             |
| Colleen Dewhurst   | Myra             |
| Clu Gulager        | Toms             |
| David Huddleston   | Pinky            |
| Julian Christopher | J.C.             |
| Al Lettieri        | Santiago         |
| Julie Adams        | Elaine           |
| Roger E. Mosley    | Rosey            |
| William Bryant     | Stan Boyle       |
| Richard Kelton     | Extremist        |
| Joe Tornatore      | Freddy LaSalle   |
| Dick Friel         | Bob Mahoney      |
| Richard Eastham    | Walter Forrester |